# An Elder Scrolls Legend: Battlespire
An Elder Scrolls Legend: Battlespire è un videogioco dungeon crawler a tema horror di sopravvivenza del 1997 sviluppato e pubblicato da Bethesda Softworks.

## Modalità di gioco
Ambientato nell'universo della serie di The Elder Scrolls, il gioco fu concepito come predecessore di The Elder Scrolls: Arena e fu realizzato con lo stesso motore grafico del suo seguito, Daggerfall. Il gameplay è diverso rispetto a quello dei capitoli principali della saga, infatti Battlespire è un dungeon crawler dove l'azione viene favorita alle meccaniche ruolistiche, privando il gioco delle meccaniche open world tipiche della serie limitando così la liberà del giocatore. L'azione di gioco si dipana per sette livelli, in cui per procedere a quello successivo occorre recuperare alcune chiavi sparse per i dungeon. A differenza di Arena e Daggerfall però le aree non si resettano quando il giocatore le abbandona e non sono generate proceduralmente, inoltre non ci sono mercanti da cui il giocatore può acquistare oggetti ed equipaggiamento, di conseguenza non ci sono monete da trovare o da prendere dai nemici sconfitti.
Il gioco supportava una modalità multigiocatore cooperativa dove i giocatori possono affrontare insieme la storia principale, e una competitiva a squadre la quale utilizza le stesse meccaniche del gioco offline. La modalità era gestita dalla rete GameSpy ormai chiusa, oggi si può giocare attraverso il client multiplayer Kali. La modalità si è rivelata però essere un fallimento, infatti era la prima volta che Bethesda aveva introdotto una modalità online in uno dei suoi giochi.
Il gioco fu soggetto a numerosi bug che di fatto rovinavano l'esperienza videoludica.

## Trama
Il Battlespire è la magica accademia dei maghi-guerrieri che servono l'imperatore e che si trova sospesa in un limbo tra Oblivion e Mundus, ma si sono persi tutti i contatti con essa. Un agente imperiale viene inviato subito sul posto per indagare, ma presto anche di lui si perdono le tracce. Per questo motivo Uriel Septim ordina al personaggio giocante, uno dei suoi migliori agenti, di entrare in azione e risolvere il mistero della fortezza. Una volta arrivati l'agente scopre con suo orrore che l'intero personale del Battlespire è stato massacrato e che numerosi Daedra pattugliano i corridoi dell'accademia. Inoltre il guerriero scopre che le quattro ancore arcane della fortezza sono state scollegate dai loro attracchi: l'accademia rischia di essere distrutta.
Come se ciò non bastasse egli viene intrappolato dagli invasori che sigillano il portale di Weir, unica porta che gli permetteva di tornare a Tamriel. Dagli appunti del primo agente inviato dall'imperatore il giocatore apprende che un uomo, servo del principe Daedra Mehrunes Dagon, ha indotto un mago dell'accademia ad aprire un portale per permettere l'attacco dei Daedra. Il guerriero si rende conto che quel portale è la sua unica pericolosa speranza di salvezza: entra quindi nei territori nemici, dove tra i piani di Oblivion può trovare una via di ritorno per Nirn oppure semplicemente vendicare i maghi-guerrieri morti per mano dei traditori e dei Daedra.
Una volta attraversato il portale il protagonista si trova nel mondo di Tumulo dell'Anima, una terra di tombe, non morti e anime perse che tra le sue lande custodisce un altro varco che conduce il giocatore nel Regno di Ombra Pericolosa, dove si scopre che un certo numero di reami daedrici sono stati invasi e occupati per essere utilizzati come ponti per l'armata di Dagon per raggiungere il Battlespire. Per passare attraverso il prossimo regno daedrico l'agente ottiene l'aiuto di Jaciel Morgen, un Daedra la cui amante è stata uccisa dagli invasori e che ha giurato vendetta nei confronti di Dagon. Il successivo reame è chiamato Chimera della Desolazione e consiste in una grande isola che fluttua nel vuoto. Qui l'agente conosce un vecchio eremita che lo aiuta a trovare le uniche armi che riescono a intimidire Dagon: l'Armatura del Salvatore e la Lancia della Dolorosa Pietà. L'anziano Daedra lo aiuta anche a passare nel mondo del Pozzo di Havoc, dove si trova l'accampamento dell'esercito di Dagon che si prepara a usare il Battlespire come testa di ponte per invadere e distruggere Tamriel. Nell'ultimo regno di Oblivion che si esplora nel corso dell'avventura si affronta Dagon in persona con l'aiuto di Jaciel Morgen; lavorando insieme i due riescono a scaraventare Dagon negli abissi del vuoto di Oblivion.

## Sviluppo
Dopo il rilascio di Daggerfall il team di sviluppo iniziò a lavorare a tre progetti portati avanti parallelamente: Battlespire, Morrowind e Redguard, ma Battlespire fu il primo dei tre ad essere pubblicato.
All'inizio era stato pensato per essere pubblicato come espansione di Daggerfall, il progetto però si differenziava da quest'ultimo dato che era stata data più importanza al level design data la natura del gioco, molto più affine ad un dungeon crawler. Quando però gli sviluppatori si accorsero che l'idea di Morrowind era troppo ambiziosa per essere realizzata essi accantonarono temporaneamente il progetto mettendo gli sviluppatori a lavorare su Redguard e Battlespire, quest'ultimo venne infine pubblicato come gioco stand-alone con il nome "An Elder Scrolls Legend: Battlespire".
Julian LeFay scelse di usare degli sprites per i nemici perché essi erano molto più dettagliati rispetto agli scarni modelli poligonali dell'epoca.

## Accoglienza
Secondo Stephan Janicki di Computer Gaming World Battlespire ed il progetto correlato The Elder Scrolls Adventures: Redguard furono entrambi insuccessi dal punto di vista commerciale.
Next Generation recensì la versione PC del gioco dandogli un punteggio di tre su cinque e dicendo: "Battlespire è un passo avanti e anche se non è rivoluzionario può regalare ore di divertimento. Attendiamo impazienti un nuovo capitolo".